# Doleschalla parallela
Doleschalla parallela là một loài ruồi trong họ Tachinidae.